# Ignaz Seipel
Ignaz Seipel (Vienna, 19 luglio 1876 – Pernitz, 2 agosto 1932) è stato un politico austriaco, cancelliere federale dal 1922 al 1924 e dal 1926 al 1929.

## Biografia
Sacerdote e docente di teologia, fu tra i leader del Partito Cristiano-Sociale; operò, con Redlich e Lammash, per una riforma in senso autonomistico dell'Impero austro-ungarico. Dopo la caduta degli Asburgo e la proclamazione della Repubblica, Seipel fu eletto deputato nel 1919, mentre dal 1921 al 1929 fu presidente del suo partito.  Venne eletto cancelliere federale nel 1922, mantenendo la carica fino al 1924, riuscendo a risanare la crisi economica e l'iperinflazione grazie alla sua abilità diplomatica, che riuscì a far ottenere i prestiti internazionali necessari alla ripresa del Paese. Ferito in un attentato nel 1924, Seipel si dimise, ma riprese la Cancelleria nel 1926, assumendo anche il dicastero dell'Interno. In tal veste, si servì dell'Heimwehr, un'organizzazione paramilitare dell'Austrofascismo, per reprimere l'insurrezione socialista del 1927 contro la sua politica conservatrice e autoritaria. Fu anche ministro degli Esteri nel 1930, finché Seipel, ritiratosi a vita privata, morì il 2 agosto 1932, a 56 anni.

## Opere
- Die Wirtschaftsethischen Lehren der Kirchenväter, Vienna 1907;
- Nationalitätsprincip und Staatsgedanke, München-Gladbach 1915;
- Nation und Staat, Vienna 1916; Die Bedeutung des neuen kirchl. Rechtsbuches für die Moraltepologie, Innsbruck 1918;
- Die geistigen Grundlagen der Minderheitengrage, Vienna 1925; Reden in Österreich und anderswärts, ivi 1926;
- Der Kampf um die österr. Verfassung, ivi 1930;
- Der christl. Staatsmann, Augusta 1931.